# Židovski lobi
Židovski lobi je naziv koji se koristi za opis ili potvrdu organiziranog židovskog utjecaja na brojnim poljima u društvu, uključujući politiku, vladu, javnu politiku, međunarodne odnose, kao i na poduzetništvo, međunarodne financije, medije, akademije, i popularnu kulturu. Izraz se ponekad koristi za naglašen utjecaj i lobiranje države Izrael u Sjedinjenim Državama.
Dok je s vremena na vrijeme samoopisivo, korištenje pojma promatra se kao netočno, i - osobito kada se koristi za tvrdnje o pretjeranom židovskom utjecaju - to može biti smatrano pogrdnim izrazom i može predstavljati jedan od oblika antisemitizma.